# Галицькі євреї

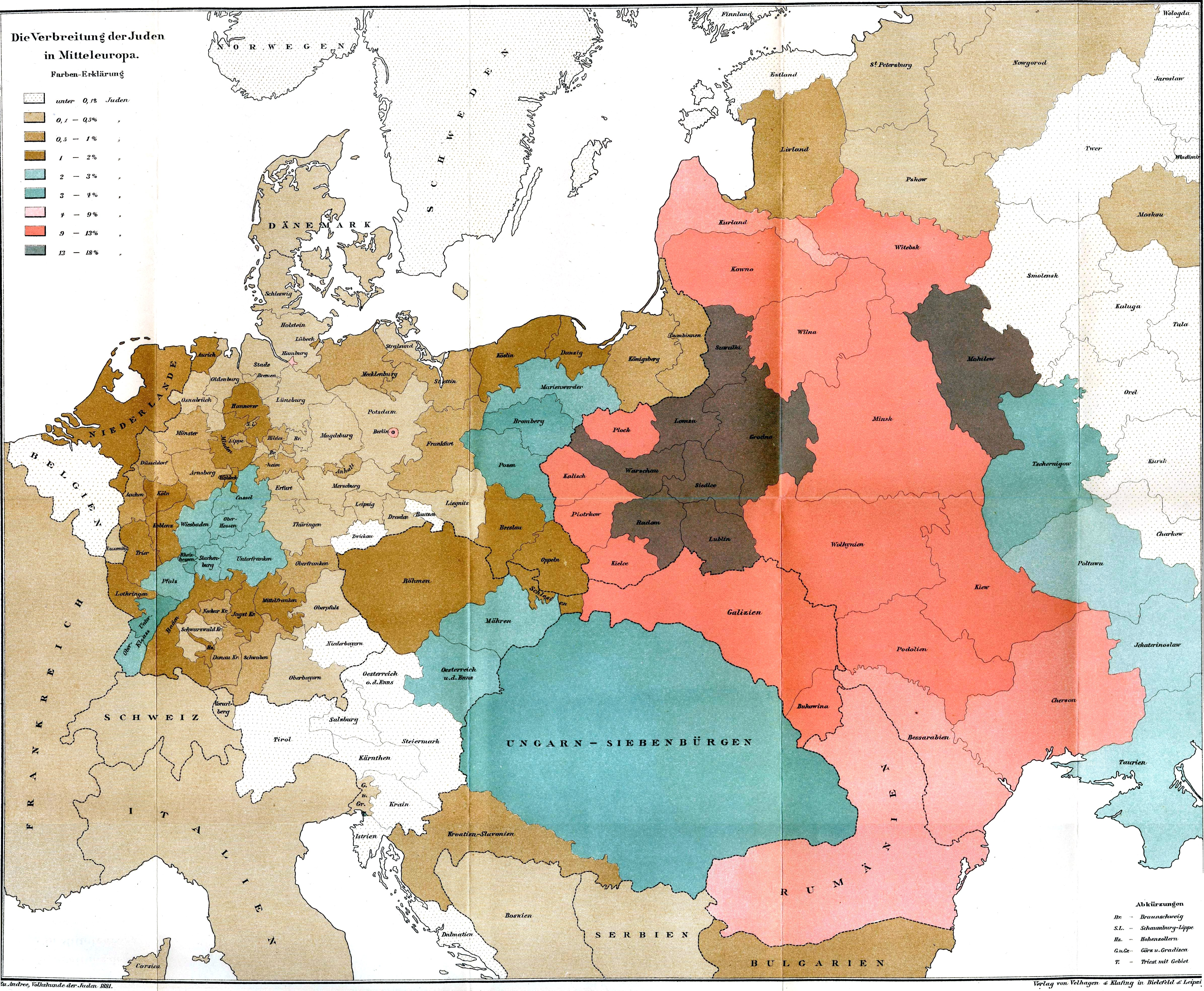
Євреї в Центральній Європі (1881)

Галицькі євреї — євреї-ашкеназі Галичини, носії галицької говірки центрального діалекту їдишу.
Євреї в Галичині проживали практично у всіх районах, малих містах і, звичайно, у всіх великих центрах. На їх мові, їдиш, видавалися книги і газети. Однак, більша частина євреїв асимілювалася в мовному плані і користувалася або польською, або німецькою мовами. Євреї Галичини мали серйозний інтелектуальний вплив у філософсько-релігійній сфері (Мартин Бубер), літературі (Йозеф Рот), природничих науках, кінематографі (Біллі Вайлдер), юриспруденції і в багатьох інших сферах культури і науки. Незважаючи на те, що серед євреїв Галичини були досить широко поширені сіоністські ідеї, більшість з них вважало Галичину своїм справжнім домом.

## Історія
Єврейське населення Галичини формувалося задовго до входження цієї землі до складу Австрійської імперії. З часів запрошення євреїв в Польське королівство Казимиром Великим, вони складають впливову частину польського суспільства, стримуючи експансію німецьких колоністів в польські міста. Саме там зародився і сформувався субетнос євреїв-ашкеназі. В Галичині вони були третьою найбільш численною етнічною групою, і становили щонайменше 10 відсотків всього населення. Український академік Сергій Єфремов зазначав: «Євреї, як відомо, живуть в тісному зв'язку з українським народом, вони навіть не сусіди, як більшість інших народів, але невід'ємна частина народу, що століттями на українській землі живе».
Аж до середини XIX століття процентне співвідношення євреїв в Галичині більш-менш рівномірно коливалося в межах 5,5-6,5 % від загальної кількості населення. Однак, вже з 1840-х років єврейське населення Галичини почала збільшуватися непропорційно. Причиною тому послужила єврейська імміграція з інкорпорованих Російською імперією польських земель. Зростання еміграції був обумовлений тим, що за часів царювання Миколи I був введений ряд юридичних норм, що обмежували права євреїв, в першу чергу у вигляді додаткових податкових зборів. Крім цього, нові західні губернії були внесені в «смугу осілості», яка обмежувала права євреїв на вільне пересування.
Як євреї з Російської Імперії, так і євреї з, власне, Галичини, масово емігрували в США. Згідно з даними галицької адміністрації, в 1857 році Галичину покинуло 2000 євреїв, а в 1890 їх вже налічувалося 7000. У цілому, з 1880 по 1910 рр з Галичини виїхало, переважно в США, 236 504 єврея.
У зв'язку з тим, що під час перепису 1900 року їдиш в переліку материнських мов був відсутній, галицькі євреї визнали розмовними мовами: польську (76 відсотків), німецьку (17 відсотків) і українську (5 відсотків). На ділі в побуті, звичайно ж, домінував саме їдиш.
Після Першої світової війни Галичина слугувала полем битви між українськими і польськими військами. В ході цього конфлікту, галицькі євреї в цілому дотримувалися нейтралітету, хоча 1200 чоловік все ж сформували єврейський батальйон («Жідівській курінь») в Українській Галицькій Армії. У парламенті Західно-Української Народної Республіки для євреїв було задекларовано виділення 10 % місць.
Однак після перемоги польських військ в Галичині в 1920 році Галичина відійшла до Польщі. І галицьким євреям, і українцям, польським урядом було заборонено працювати на державних підприємствах, в залізничних, поштових, телеграфних установах і т. Д. Ці заходи були застосовані в максимально суворої формі. Галицькі євреї, разом з українцями, пережили сильну національну дискримінацію і повномасштабну полонізацію (наприклад, в 1912 році в Галичині налічувалося 2420 українських народних шкіл, в 1938 році залишилося лише 352).
У вересні 1939 року велика частина Галичини перейшла до Радянської України, де вже через два роки вони потрапили під німецьку окупацію, під час якої більшість галицьких євреїв було знищено нацистами. Основна частина тих, що вижили емігрувала до Ізраїлю, США, Канади або Австралії. Дуже мало тих хто залишилися в Україні або в Польщі зазнали асиміляції.